# Delta2 Telescopii
Delta2 Telescopii (δ2 Telescopii, förkortat Delta2 Tel, δ2 Tel) som är stjärnans Bayerbeteckning, är en dubbelstjärna belägen i den nordvästra delen av stjärnbilden Kikaren. Den har en skenbar magnitud på 5,05 och är svagt synlig för blotta ögat där ljusföroreningar ej förekommer. Baserat på parallaxmätning inom Hipparcosuppdraget på ca 2,7 mas, beräknas den befinna sig på ett avstånd på ca 1 200 ljusår (ca 370 parsek) från solen. På det beräknade avståndet minskar stjärnans skenbara magnitud med 0,36 enheter på grund av skymning genom interstellärt stoft.

## Egenskaper
Primärstjärnan Delta2 Telescopii A är en blå till vit stjärna av spektralklass B6 IV, vilket anger att den är en underjättestjärna som utvecklas bort från huvudserien. Den har en massa som är ca 7,6 gånger större än solens massa, en radie som är ca 7,2 gånger större än solens och utsänder från dess fotosfär ca 5 130 gånger mera energi än solen vid en effektiv temperatur på ca 17 100 K.
Den sammanlagda dubbelstjärnan ger Houk (1978) spektralklass B3 IV/V, medan Levato (1975) listar den som en mer utvecklad stjärna av klass B3 III. Den verkar vara ett relativt ung konstellation, knappt 40 miljoner år gammal. Paret har en omloppsperiod på 21,7 dygn och en excentricitet på 0,22.